# Chipolatapudding

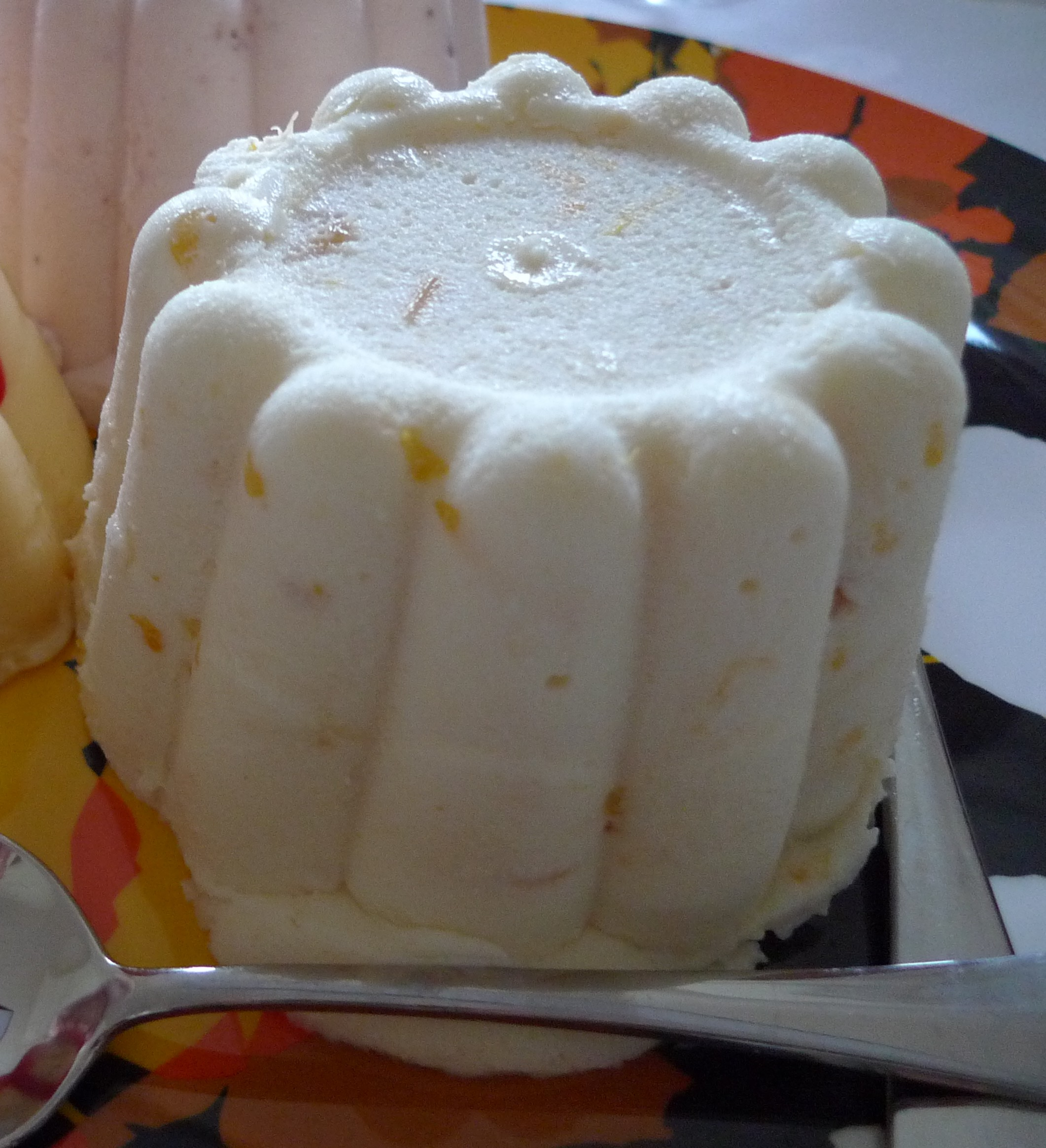
Chipolatapudding

Chipolatapudding is de aanduiding voor een luchtige, zoete pudding die gegeten wordt als nagerecht. Hij bevat kleine stukjes gekonfijt of vers fruit zoals rozijn, ananas, mandarijn, papaja en kiwi en eventueel noten of verkruimelde bitterkoek. De pudding kreeg de naam vanwege de overeenkomst in uiterlijk met fijne ragout. Alleen het Nederlands kent deze term voor de pudding, in andere talen duidt hij op een worstje van varkensvlees.
Er worden in Nederland en België ook van chipolatapudding afgeleide producten zoals 'chipolatavla' en 'chipolatacake' op de markt gebracht.